# Dialekt monegaski
Dialekt monegaski, także: monageski, monegeski (Munegasc) – dialekt  języka liguryjskiego należącego do rodziny języków indoeuropejskich z grupy języków romańskich, używany przez niektórych mieszkańców Księstwa Monako, Francji i Włoch. W samym Monako mówi tym dialektem około 5100 osób.
Tekst modlitwy Zdrowaś Maryjo w dialekcie monegaskim:
Ave Maria,

Tüta de graçia

u Signù è cun tü

si benedëta tra tüt'ë done

e Gesü u to Fiyu è benejiu.

Santa Maria, maire de Diu,

prega per nùi, pecatùi

aùra e à l'ura d'a nostra morte

Amen. (Che sice cusci.)